# Unikum
|  | Wiktionary har en ordboksartikel om Unikum. |

För andra betydelser, se Unikum (olika betydelser).
Unikum kallas något som är ensamt i sitt slag. "Unikum" är en substantivering av "unik" som kommer från latinets adjektiv unicus, "ensam i sitt slag", från unus, "ett". Plural: "unikum" eller "unika".
Ett unikum ställs i kontrast mot ett annars vanligare flertal. Det kan till exempel handla om det enda kvarvarande exemplaret av en bok, ett fotografi, den enda individen av en ras (ex. katter) eller föremål som till sitt väsen är så speciellt att det skiljer sig från övriga. Det kan även gälla ett one-off-bygge eller synnerligen speciellt konstnärligt alster, men även om kända verk som upphovsmannen framställt endast en gång. Dock räknas Fabergéägg som unika eftersom inga exemplar är identiska. Ordet kan i vissa fall användas om människor, oftast positivt men även pejorativt ibland.
I vissa lägen kan ordet "unikum" jämföras med "original" och stå i kontrast mot "duplikat".
Avledningar av unik: 
- unikat, ett synnerligen sällsynt frimärke
- unikhet, egenskapen att vara unik